# 기주
기주(冀州)는 현재의 허베이성 중남부와 산둥성 서부, 허난성 북부에 존재한 중국 역사상의 옛 행정 구역이며, 구주(九州) 중 한 곳으로 전해 내려오는 지역이다. 후한 13주 중 한 지역이며, 중심지는 고읍(高邑, 현재의 허베이성 스자좡시 가오이현)이다. 조위말엽 중심지가 안평군 신도현으로 옮겨졌다. 이후 수나라부터 주현제가 실시될때는 안평군이 기주로 대체되었다.

## 군 · 군국
각 군국 밑에 나열한 것은 속현(屬縣)의 목록이며, 굵은 글씨로 표기된 것은 각 군국의 치소(治所)가 있었던 곳임을 뜻한다.

### 전한: 4군(郡) 6국(國)

#### 군
- 거록(鉅鹿)
- 상산(常山)
- 위(魏)
- 청하(淸河)

#### 국
- 광평(廣平)
- 신도(信都)
- 조(趙)
- 중산(中山)
- 진정(眞定)
- 하간(河間)

### 후한

#### 군
- 하내(河內) : 본래 사례(司隷) 소속이나, 건안 18년에 기주로 옮겼다.

- 하동(河東) : 본래 사례 소속이나, 건안 18년에 기주로 옮겼다.

#### 국
- 광천(廣川)
- 광평(廣平) : 건무(建武) 13년, 폐지되어 거록의 속현으로 편입되었다.

### 삼국 시대

#### 조위
위군(魏郡) · 광평군(廣平郡) · 양평군(陽平郡) · 거록군(鉅鹿郡) · 조국(趙國) · 상산군(常山郡) · 중산국(中山國) · 안평군(安平郡) · 평원군(平原郡) · 노릉국(樂陵國) · 발해군(勃海郡) · 하간군(河間郡) · 청하군(淸河郡) · 박릉군(博陵郡) · 장무군(章武郡)

### 서진
조국(趙國) · 거록국(鉅鹿國) · 안평국(安平國) · 평원국(平原國) · 노릉국(樂陵國) · 발해군(勃海郡) · 장무국(章武國) · 하간국(河間國) · 고양국(高陽國) · 박릉군(博陵郡) · 청하국(淸河國) · 중산국(中山國) · 상산군(常山郡)

### 남북조 시대

#### 북위
장악군(長樂郡) · 발해군(渤海郡) · 무읍군(武邑郡) · 안덕군(安德郡)

### 수
주현제를 실시하면서 신도군의 별칭으로 변했으나 수나라에서 군현제를 실시했을땐 아래의 군들을 관할했다.
신도군(信都郡) · 청하군(淸河郡) · 위군(魏郡) · 급군(汲郡) · 하내군(河內郡) · 장평군(長平郡) · 상당군(上黨郡) · 하동군(河東郡) · 강군(絳郡) · 문성군(文城郡) · 임분군(臨汾郡) · 용천군(龍泉郡) · 서하군(西河郡) · 이석군(離石郡) · 안문군(雁門郡) · 마읍군(馬邑郡) · 정양군(定襄郡) · 태원군(太原郡) · 양국군(襄國郡) · 무안군(武安郡) · 조군(趙郡) · 항산군(恆山郡) · 박릉군(博陵郡) · 하간군(河間郡) · 탁군(涿郡) · 상곡군(上谷郡) · 어양군(漁陽郡) · 북평군(北平郡) · 안락군(安樂郡) · 요서군(遼西郡)

## 당
621년(무덕 4년) 주현제를 실시하면서 이름을 기주(冀州)로 바꿨다. 동시에 주, 견주, 심주, 종주의 4개주를 총괄하는 총관부를 두었다. 그리고 주의 치소를 하박현으로 옮겼다. 627년(정관 원년), 도독부를 폐지하고 주의 치소를 신도현으로 복귀시켰고 하박현과 무강현을 심주로 이관시켰다. 643년(정관 17년), 심주가 폐지되자 무강현, 하박현, 녹성현을 관주가 폐지되자 부성현이 본주로 내속되었다. 662년(용삭 2년), 위주도독부(魏州都督府)로 개명했으나 672년(함형 3년) 부가 폐지되었고, 심주가 복구되면서 하박현, 무강현, 녹성현이 심주로 돌아갔다. 714년(개원 2년) 하박현과 무강현이 기주로 이관되었다. 742년(천보 원년), 군현제를 시행하면서 신도군이라는 이름을 가지게 되었으나 758년(건원 원년) 주현제가 복구되면서 기주로 불리게 되었다. 6현 16,023호 72,733명을 거느렸다가 천보연간에는 9현 103,885호 830,520명을 거느렸다.
| 현명   | 한자   | 대략적 위치            | 비고 |
| ------ | ------ | ---------------------- | --- |
| 신도현 | 信都縣 | 헝수이 시 지저우 구    | 주의 치소가 있다. 초기 6현중 하나이다. |
| 남궁현 | 南宮縣 | 헝수이 시 난궁 시 북서 | 621년 종주(宗州)로 이관되었다가 627년 종주가 폐지되면서 본주로 이관되었다. 초기 6현중 하나이다. |
| 당양현 | 堂陽縣 | 싱타이 시 신허 현 북서 | 초기 6현중 하나이다. |
| 조강현 | 棗强縣 | 헝수이 시 짜오창 현 동 | 초기 6현중 하나이다. |
| 무읍현 | 武邑縣 | 헝수이 시 우이 현      | 초기 6현중 하나이다. |
| 형수현 | 衡水縣 | 헝수이 시 서           | 초기 6현중 하나이다. 하북대사낭위(河北大使郎蔚)의 치소가 있었는데, 그 치소가 있는 성은 신도현의 북쪽경계, 무읍현의 서쪽 경계, 하박현의 남쪽 경계를 지났다.                                         |
| 수현   | 蓚縣   | 헝수이 시 징 현        | 수나라에서 관주(觀州)에 소속시켰다가 주를 폐하고 덕주(德州)로 소속시켰다. 옛 현성은 당시기 현청에서 남쪽 10리거리에 있었다. 627년 관진현을 분리신설했다가 폐지했다. 영태 이후에 본주로 내속되었다. |

## 송
하북동로에 속했다. 상급주로 군명은 신도군이다. 단련을 두었다. 1048년, 안무군절도를 추가했다. 숭녕연간에는 66,244호 101,030명의 주민들이 살았다. 비단을 공납으로 바쳤다. 6현을 두었다.
| 현명   | 한자   | 대략적 위치         | 현급 | 비고 |
| ------ | ------ | ------------------- | ---- | --- |
| 신도현 | 信都縣 | 헝수이 시 지저우 구 | 望   | |
| 수현   | 蓚縣   | 헝수이 시 징 현     | 上   | |
| 남궁현 | 南宮縣 | 싱타이 시 난궁 시   | 上   | 1052년(황우 4년)에 신하진을 현으로 격상시키고 남궁현을 폐했다가 2년뒤에현을 복구하고 신하진을 흡수했다. |
| 조강현 | 棗強縣 | 헝수이 시 짜오창 현 | 上   | 1068년(희녕 원년)에 진으로 격하하여 신도현에 편입시켰다가 9년뒤에 원래대로 되돌렸다.                    |
| 무읍현 | 武邑縣 | 헝수이 시 우이 현   | 上   | |
| 형수현 | 衡水縣 | 헝수이 시           | 中   | |

## 금
상급주로 1129년 안무군절도(安武軍節度)가 파견되었다. 3,670호 5현 3진을 관할했다.
| 현명   | 한자   | 속진                                           | 비고                                 |
| ------ | ------ | ---------------------------------------------- | ------------------------------------ |
| 신도의 | 信都倚 | 래원진(來遠鎭)                                 | 호로하(胡盧河), 강수(降水)가 흐른다. |
| 남궁현 | 南宮縣 | 당양진(唐陽鎭), 영화진(寧化鎭), 칠공진(七公鎭) | 강고독(降枯瀆)이 있다.               |
| 형수현 | 衡水縣 |                                                | 장로하(長盧河), 강수(降水)가 흐른다. |
| 무읍현 | 武邑縣 | 관진진(觀津鎭)                                 | 장로하(長蘆河)가 흐른다.             |
| 조강현 | 棗強縣 | 광천진(廣川鎭)                                 |                                      |